# Dave Wood
David Wood, detto Dave (...), è un fumettista e scrittore statunitense.
Come scrittore della Silver Age dei fumetti che ha contribuito a creare il super-cattivo Mister Freeze.